# Avitocol
Avitocol (Avitokhol), segundo a Nominália dos Cãs Búlgaros, foi um dos cãs dos protobúlgaros. Aparece em primeiro lugar na lista que lhe atribui um reinado de 300 anos. Teria sido sucedido por seu filho Irnique, que governou por 100 anos. Sua figura é entendida como essencialmente mitológica e se acredita que foi inspirado no histórico Átila, o Huno, enquanto que seu filho seria Hernaco.